# Мейпл-Гроув (округ Бензі, Мічиган)
Мейпл-Гроув (англ. Maple Grove) — переписна місцевість (CDP) в США, в окрузі Бензі штату Мічиган. Населення — 139 осіб (2020).

## Географія
Мейпл-Гроув розташований за координатами 44°42′33″ пн. ш. 85°51′13″ зх. д. / 44.70917° пн. ш. 85.85361° зх. д. (44.709049, -85.853740).  За даними Бюро перепису населення США в 2010 році переписна місцевість мала площу 0,90 км², уся площа — суходіл.

## Демографія
Згідно з переписом 2010 року, у переписній місцевості мешкали 132 особи в 56 домогосподарствах у складі 42 родин. Густота населення становила 146 осіб/км².  Було 107 помешкань (119/км²).
Расовий склад населення:
| - 100,0 % — білих |

До двох чи більше рас належало 0,0 %. Частка іспаномовних становила 2,3 % від усіх жителів.
За віковим діапазоном населення розподілялося таким чином: 22,0 % — особи молодші 18 років, 56,0 % — особи у віці 18—64 років, 22,0 % — особи у віці 65 років та старші. Медіана віку мешканця становила 42,4 року. На 100 осіб жіночої статі у переписній місцевості припадало 100,0 чоловіків;  на 100 жінок у віці від 18 років та старших — 98,1 чоловіків також старших 18 років.
Цивільне працевлаштоване населення становило 0 осіб. 